# Пољско-руски рат (1792)
Пољско-руски рат 1792. (такође, Рат друге поделе, и у пољским изворима Рат за одбрану устава), вођен је између Пољско-литванске заједнице на једној страни, и Тарговске конфедерација (конзервативно племство Комонвелта против новог Устава од 3. маја 1791) и Руско царство под Катарином Великом, с друге стране.
Рат се одвијао у два театра: северном у Литванији и јужном у данашњој Украјини. У оба случаја, пољске снаге су се повукле пред бројчано надмоћнијим руским снагама, иако су пружиле знатно већи отпор на југу, захваљујући ефективном вођству пољских заповедника принца Јозефа Поњатовског и Тадеуша Кошћушка. Током тромесечне борбе вођено је неколико битака, али ниједна страна није остварила одлучујућу победу. Највећи успех пољских снага био је пораз једне од руских формација у бици код Зјеленца 18. јуна; после битке установљена је највиша војна награда Пољске Virtuti Militari. Рат је окончан када је пољски краљ Станислав Август Поњатовски одлучио да тражи дипломатско решење, затражио прекид ватре са Русима и придружио се Тарговској конфедерацији, како је захтевала Руска империја.

## Позадина

### Пропадање Комонвелта
Почетком 18. века, магнати Пољске и Литваније су контролисали државу — тачније, успели су да обезбеде да се не спроведу никакве реформе које би могле да ослабе њихов привилеговани статус („Златне слободе”). Злоупотребом правила либерум вета које је омогућило било ком посланику да паралише поступке Сејма (парламента Комонвелта), посланици подмићени од стране магната или страних сила или они који су једноставно задовољни веровањем да живе у невиђеном „златном добу”, паралисали су владу Комонвелта. више од једног века.
Идеја о реформи Комонвелта добила је на снази од средине 17. века; међутим, на њу су гледали са сумњом не само њени магнати већ и суседне земље, које су биле задовољне пропадањем Комонвелта и гнушали се помисли о поновној и демократској моћи на њиховим границама. Пошто је армија Комонвелта смањена на око 16.000, њеним суседима је било лако да директно интервенишу (Царска руска армија је укупно бројала 300.000 војника; Пруска војска и Царска војска Светог римског царства, по 200.000).

### Покушаји реформи
Велика прилика за реформу указала се током „Великог сејма” 1788—1792. Пољски суседи били су заокупљени ратовима и нису били у стању да се насилно мешају у пољске послове. Руско царство и надвојводство Аустрије су били ангажовани у непријатељствима са Отоманским царством (Руско-турски рат 1787—1792 и Аустријско-турски рат 1787—1791); Руси су се истовремено борили и у руско-шведском рату 1788—1790. Нови савез између Пољско-Литванског Комонвелта и Пруске је изгледао као да обезбеђује сигурност од руске интервенције, а 3. маја 1791. нови устав је прочитан и усвојен уз огромну подршку народа.
Пошто су ратови између Турске и Русије и Шведске и Русије окончани, царица Катарина је била бесна због усвајања документа, за који је веровала да угрожава руски утицај у Пољској. Русија је на Пољску гледала као на дефакто протекторат. „Из Варшаве је стигла најгора могућа вест: пољски краљ је постао скоро суверен”, реаговао је један од главних руских спољнополитичких аутора, Александар Безбородко, када је сазнао за нови устав. Краљевина Пруска је такође била оштро против новог пољског устава, а пољске дипломате су добиле ноту да је нови устав толико променио пољску државу да Пруска није сматрала своје обавезе обавезујућим. Као и Русија, Пруска је била забринута да би тек ојачана пољска држава могла да постане претња, а пруски министар спољних послова Фридрих Вилхелм фон Шуленбург-Кехнерт је јасно и са ретким искреношћу рекао Пољацима да Пруска не подржава устав и одбија да помогне Комонвелту у било ком облику, чак и као посредник, јер Пруској није било у интересу да види Комонвелт ојачан како би могао да угрози Пруску у некој будућности. Пруски државник Евалд фон Херцберг изразио је страхове европских конзервативаца: „Пољаци су дали coup de grâce пруској монархији изгласавањем устава”, елаборирајући да ће јак Комонвелт вероватно захтевати повратак земаља које је Пруска стекла у Првој Партиција.
Устав није усвојен без неслагања ни у самом Комонвелту. Магнати који су се од почетка противили нацрту устава, а то су Францишек Ксавери Браницки, Станислав Шченсни Поточки, Северин Жевуски, Шимон Марћин Косаковски и Јозеф Косаковски, замолили су царицу Катарину да интервенише и поврати њихове привилегије, као што су кардинални закони које гарантује Русија укинути новим статутом. У ту сврху магнати су формирали Тарговску конфедерацију. Проглас Конфедерације, припремљен у Санкт Петербургу јануара 1792. године, критиковао је устав због тога што је, по њиховим речима, допринео „зарази демократских идеја” следећи „кобне примере дате у Паризу”. У њему се тврдило да је „Парламент… прекршио све основне законе, помео све слободе племства и трећег маја 1791. и претворио се у револуцију и заверу.” Конфедерати су објавили намеру да ову револуцију превазиђу. „Не можемо да учинимо ништа осим да се са поверењем обратимо царици Катарини, угледној и поштеној царици, нашем суседном пријатељу и савезнику”, која „поштује потребу нације за благостањем и увек јој пружа руку помоћи”, писали су они. Конфедерати су се придружили царици Катарини и затражили од ње војну интервенцију. Дана 18. маја 1792. руски амбасадор у Пољској, Јаков Булгаков, уручио је објаву рата пољском министру иностраних послова Јоахим Хрептович. Руске војске су истог дана ушле у Пољску и Литванију, отпочевши рат.

## Супротстављене силе
Руска војска је бројала скоро 98.000. Њом су командовали главни генерали Михаил Кречетников и Михаил Каховски. Руси су имали предност и у борбеном искуству. Руски план је захтевао да Каховски напредује кроз Украјину, заузимајући Камјањец-Подиљски, Хелм и Лублин, и приближава се пољској престоници Варшави са југа. Кречетников је требао да напредује преко Минска, Вилњуса, Бреста и Бјалистока и да се приближи Варшави са севера, где је требало да се повеже са Каховским. Будући да су Руси имали добру обавештајну мрежу у Пољској, и да су углавном били свесни расподеле и снаге пољске војске; Пољаци су имали много мање обавештајних података, примали су контрадикторне и често погрешне извештаје, и нису били сигурни да ли ће рат уопште почети до тачке када су руске трупе прешле границу.
Станислав Аугуст Поњатовски, краљ Комонвелта, био је главнокомандујући пољским снагама, али је у пракси ову функцију делегирао свом нећаку, принцу Јозефу Поњатовском. Поњатовски је у теорији имао на располагању крунску војску од 48.000 и литванску војску више од половине те величине да им се супротставе. У пракси, пољске снаге, које су се још увек формирале након реформи Устава од 3. маја (који је прецизирао величину војске од 100.000), бројале су само 37.000. Војска је била у јеку реорганизације, а кључни документи о броју јединица и саставу донети су тек у априлу; такође је недостајало опреме и искусног особља.
У југоисточном углу земље — украјинским земљама — пољске снаге су у почетку биле одвојено концентрисане у три региона очекиваног фронта, под Тадеушом Кошћушком, Михал Вјелхорски и самим кнезом Поњатовским. Војска пољске круне у Украјини, коју је предводио кнез Поњатовски, а подржавао Кошћушко, имала је око 17.000, 21.000 или 24.000 снаге (Дердеј прави разлику између примарне снаге од 17.000 и резервне дивизије кнеза Михала Лубомирског, од 4.500). Они су се на овом југоисточном ратишту суочили са скоро четири пута већом непријатељском војском под командом генерала Михаила Каховског, који је имао око 64.000 људи под својом командом. Снаге Каховског биле су подељене у четири корпуса: 1., од 17.000 војника, под командом генерала Михаила Голенишчева-Кутузова, 2., под командом генерала Ивана Дуњина, 3., под генералом Вилхелмом Дерфелденом, и 4., под командом генерала Андреја Леванидова. Конфедерати из Тарговице нису представљали никакву праву снагу; а њихови покушаји да прикупе народну подршку у Пољској након преласка границе су неуспели, са само неколико десетина које им се у почетку придружило; касније ће тај број расти, али не значајно, а чак су и Руси сматрали да немају никакву војну вредност, што их држи од фронта.
У Литванији је литванска војска Комонвелта бројала око 15.000, са додатним одредом круне од око 3.000. Њима је командовао војвода Луј од Виртемберга. Виртемберг није правио планове за рат, а трупе нису биле спремне за акцију до почетка рата. Руска војскана том ратишту под генералом Михаилом Кречетњиковим имала је 33.700 људи или 38.000 војника. Руска армија је такође била подељена у четири корпуса: 1. под вођством једног од вођа Конфедерације Тарговице, Шимона Марћина Косаковског од 7.300 војника, 2. под командом генерала Бориса Мелина, од 7.000 војника, 3. под командом генерала Јурија Долгорукова, 15.400 војника, и 4. под вођством генерала Ивана Ферсена, 8,30.
Додатне пољске снаге, око 8.000 војника, требало је да се концентришу у Варшави под командом краља Поњатовског као резерва.
Тадеуш Кошћушко је предложио план где би се цела пољска војска концентрисала и ангажовала једну од руских армија, како би се обезбедио бројчани паритет и брзом победом подигао морал углавном неискусних пољских снага; овај план је међутим одбио кнез Поњатовски. (Међутим, само неколико месеци раније, оба команданта су имала супротну идеју — Поњатовски је желео да се трупе концентришу, а Кошћушко да се растури). Поњатовски је такође планирао да избегне озбиљне ангажмане у првој фази рата, надајући се да ће добити очекивано пруско појачање од 30.000, што би донело паритет двема странама.

## Рат

### Јужно ратиште
Прве руске снаге прешле су границу у Украјини у ноћи 18./19. маја 1792. године. Руси на том ратишту наишли би на знатно већи отпор него што су очекивали, јер су тамо били смештени врховни команданти Комонвелта, кнез Поњатовски и Кошћушко. Кошћушко се придружио кнезу Поњатовском код Јанова 29. маја. Процењено је да је крунска војска преслаба да се супротстави четири колоне непријатељских армија које су напредовале у Западну Украјину и започела је борбено повлачење на западну страну реке Јужни Буг, према Лубару и Полону, а Кошћушко је командовао позадином. Поњатовски, суочен са значајном бројчаном инфериорношћу својих снага, и обећањем појачања од стране краља Станислава II, одлучио је да напусти Украјину и пресели се у Волинију, где је Полон требало да буде утврђен као главна одбрамбена тачка и где је Лубомирски добио задатак да прикупља залихе.
Јединица Вјелхорског је 14. јуна поражена у бици код Борушковца. Дана 17. јуна Поњатовски је коначно примио очекивано појачање, око 2.000 војника предвођених Михалом Лубомирским. Следећег дана Пољаци, предвођени кнезом Поњатовским, поразили су једну од руских формација генерала Ираклија Моркова у бици код Зјеленца 18. јуна. Победу је прославио краљ Поњатовски, који је послао нове медаље Virtuti Militari за вође кампање и војнике, као „прве од Јан III Собјеског”.
Руске снаге су, међутим, наставиле напредовати. Пољска војска, под командом Јозефа Поњатовског, повукла се у добром реду, попуштајући моћнијем непријатељу према потреби да би избегла уништење. Почетком јула, код Дубна, кнеза Поњатовског и Кошћушка издао је Михаил Лубомирски, који је заједно са краљем Поњатовским добио задатак да снабдева трупе; уместо тога Лубомирски се придружио руској страни и или је сакрио залихе за пољску војску, или их је директно предао Русима. Лубомирски је, међутим, био моћан магнат и краљу је требало до краја маја да га званично разреши команде. У року од месец дана од руске инвазије, Пољаци су се углавном повукли из Украјине. Дана 7. јула Кошћушкове снаге су водиле одложену битку са Русима код Владимира Волинског (Битка код Владимира). У међувремену, војска Поњатовског се повукла до реке Буг, где су Кошћушкове јединице 18. јула водиле битку код Дубјенке, која је била нерешена. Са око 5.300 војника Кошћушко је победио напад 25.000 Руса под генералом Михаилом Качовским. Кошћушко је тада морао да се повуче из Дубјенке, пошто су Руси почели да опкољавају његове положаје прелазећи оближњу аустријску границу. Иако су Пољаци морали да се повуку са линије реке Буг, до сада нису били поражени, а очекивала се одлучујућа битка или битке на повољнијим локацијама ближе Варшави.

### Северно ратиште
У Великој Кнежевини Литванији, Руси су прешли границу Комонвелта четири дана касније него на југу, 22. маја. Пољски савезник, Краљевина Пруска, раскинула је савез са Пољском, а пруски командант литванске војске, војвода Виртемберг, је издао Комонвелт одбијајући да се бори против Руса. Никада није стигао до фронта, глумио је болест у Волчину и издавао контрадикторна наређења својим трупама.
Тако је војска Литваније учинила мало да се супротстави Русима који су напредовали и наставила се повлачити пре њиховог напредовања. Минск је напуштен, после извесних окршаја, 31. маја. Тек након промене команданта 4. јуна, армија, сада под генералом Јозефом Јудицким, покушала је да се бори против Руса. Руси су, међутим, победили Јудичког у бици код Мира 11. јуна и наставили да напредују кроз Велико војводство. Војска Комонвелта се повлачила према Гродну. Дана 14. јуна Руси су заузели Вилно, после само малог окршаја са локалним гарнизоном; 19. јуна неспособно бранио Њасвиж; и 20. јуна Каунас, овога пута без икаквог противљења. Јудицког, осрамоћеног, 23. јуна заменио је Михал Забјело. Ипак, од Мира, на северном театру није дошло до одлучујућих сукоба, пошто се пољска војска повукла у релативном реду према Варшави, после мањег пораза код Зелве, и на крају заузела одбрамбене положаје дуж реке Буг код Бреста. Руси су заузели Гродно 5. јула и Бјалисток 17. јула, 23. јула Руси су заузели Брест, поразивши локални гарнизон, али су 24. поражени код Кшемјен-Вјеса; ова последња битка је била прва значајна победа Комонвелта на северном фронту.

### Завршетак рата
Док су кнез Поњатовски и Кошћушко сматрали да је исход рата још увек отворен, и планирали су да искористе комбиноване пољско-литванске снаге да поразе још увек одвојене руске снаге, краљ Поњатовски, уз сагласност Чувара закона (кабинет министара) одлучио да затражи прекид ватре. Царица Катарина је захтевала да се краљ Поњатовски придружи проруској аристократској фракцији, Трговичкој конфедерацији; са поделом у кабинету, он је попустио њеном захтеву око 22-23. јула, што је практично приморало кнеза Поњатовског да прекине војни отпор. Последњи војни сукоб у рату вођен је 26. јула код Маркушова у покрајини Лублин, где је одбијен непријатељски напад пољске коњице коју је предводио Поњатовски.
У време када је краљ Поњатовски одлучио да тражи мир, пољска војска је још увек била у добром борбеном стању, јер није претрпела никакав већи пораз нити недостатак залиха. Краљ Станислав Поњатовски је сматрао да је због руске бројчане надмоћи пораз ипак неизбежан, и да се више може добити преговорима са Русима, са којима се надао да би се могао склопити нови савез. Иако би каснији догађаји доказали да је погрешио, питање да ли се то могло предвидети и спречити сталним војним отпором, било је предмет многих дебата међу историчарима.
Пољска војска је била у великој мери незадовољна прекидом ватре; Кошћушко, кнез Јозеф Поњатовски и многи други критиковали би краљеву одлуку и многи, укључујући Кошћушка, поднели би оставке на комисију у наредним недељама. Принц Поњатовски је чак размишљао да се побуни против наређења свог стрица, па је чак издао наређења да се краљ, ако је потребно, силом доведе у војни логор, као што је претпоставила радикалнија фракција. На крају је одлучио да не настави борбу против воље свог стрица, а наређење је укинуто у последњем тренутку пре одласка групе задужене за хватање краља.

## Последице
Већина пољских историчара се слаже да је пољска капитулација била грешка и са војне и са политичке тачке гледишта. У области војске, Пољаци су имали разумне шансе да бране линију реке Висле и исцрпе руске инвазионе снаге. Са политичког аспекта, показивање воље за борбу могло је да убеди силе које су поделе власти да је њихов план прескуп.
Наде краља Поњатовског да ће капитулација омогућити изналажење прихватљивог дипломатског решења убрзо су пропале. Са новим посланицима подмићеним или застрашеним од стране руских трупа, нова седница парламента, позната као Гроднонски сејм, одржана је у јесен 1793. године. Дана 23. новембра 1793. завршила је своја разматрања под принудом, поништавајући устав и приступајући Другој подели. Русија је заузела 250.000 km² територије Комонвелта, док је Пруска узела 58.000 km². Овај догађај је смањио становништво Пољске на трећину онога што је било пре прве поделе. Руске трупе су држале крњу државу и њена независност је била снажно ограничена.
Овај исход је био изненађење за већину конфедерација из Тарговице, који су само желели да обнове status quo ante bellum (магнат Комонвелта који фаворизује златне слободе) и очекивали су да ће рушење устава од 3. маја постићи тај циљ. Последњи покушај да се обнови реформисани Комонвелт дошао је са Кошћушковим устанком 1794. Устанак није успео и резултирао је Трећом поделом 1795. године, у којој је земља изгубила све своје преостале територије, а Пољско-литванска Комонвелт је престала да постоји.